# Sprötberget-Bodberget
Sprötberget-Bodberget este o arie protejată (arie specială de conservare — SAC, sit de importanță comunitară — SCI) din Suedia întinsă pe o suprafață de 148,2 ha, integral pe uscat.

## Localizare
Centrul sitului Sprötberget-Bodberget este situat la coordonatele 63°57′44″N 15°59′22″E / 63.9622°N 15.9894°E.

## Înființare
Situl Sprötberget-Bodberget a fost declarat sit de importanță comunitară în aprilie 2004 pentru a proteja 1 specie de plante. Situl a fost protejat și ca arie specială de conservare în martie 2011.

## Biodiversitate
Situată în ecoregiunea boreală, aria protejată conține 2 habitate naturale: Taiga vestică, Mlaștini turboase de tranziție și turbării mișcătoare.
La baza desemnării sitului se află o specie protejată de  plante: Calamagrostis chalybaea.